# 이정현 (2002년)
이정현(2002년 ~)은 대한민국의 래퍼, 격투기 선수다. 2018년부터 종합격투기 선수로 활동 중이며, 2021년 싱글 [City Life]로 래퍼로도 데뷔했다.

## 방송
- 고등래퍼 4 (2021) - Top24

## 음반
- City Life (2021)